# Bad Dürkheim (huyện)
Bad Dürkheim là một huyện trong bang Rheinland-Pfalz, phía tây nước Đức. Huyện này giáp các đơn vị (từ phía tây theo chiều kim đồng hồ): các huyện Kaiserslautern, Donnersbergkreis và Alzey-Worms, the city of Worms, huyện Rhein-Pfalz, thành phố Neustadt/Weinstraße, các huyện Südliche Weinstraße, thành phố Landau (phần rừng Taubensuhl/Fassendeich của thành phố), huyện Südwestpfalz, và thành phố Kaiserslautern.

## Lịch sử
Vành đai phía đông của rừng Palatinate đã có dân cư đông đúc từ thời Trung cổ. Nhiều lâu đài Trung cổ cho thấy tầm quan trọng của vùng trong thời kỳ đầu Đế quốc La Mã Thần thánh.
Huyện đã được lập vào năm 1969 thông qua hợp nhất các khu vực của các huyện cũ Neustadt và Frankenthal.

## Địa lý
Huyện tọa lạc ở dải phía đông của rừng Palatinate (Pfälzer Wald), có tên gọi Haardt. Deutsche Weinstraße ("Con đường rượu vang Đức"), một con đường dọc theo các khu vực trồng nho của vùng trồng nho Palatinate, chạy qua huyện từ bắc đến nam. Đôi khi huyện được gọi là "trái tim của Palatinate".
Khu vực trồng nho tốt nhất là Mittelhaardt ("Trung Haardt"), nơi rượu vang Riesling được chế biển, được xem là một trong những rượu vang Đức ngon nhất.

## Huy hiệu
| Coat of arms | Huy hiệu gồm: - Con sư tử của Palatinate - Nho biểu tượng cho Con đường rượu vang và các vườn nho - Đại bàng của hạt cũ Leiningen |

## Thị xã và đô thị
| Thị xã không thuộc Verband   | Đô thị không thuộc Verband |
| ---------------------------- | -------------------------- |
| 1. Bad Dürkheim 2. Grünstadt | 1. Haßloch                 |

| Verbandsgemeinden | Verbandsgemeinden | Verbandsgemeinden |
| --- | --- | --- |
| - 1. Deidesheim 1. Deidesheim1, 2 2. Forst an der Weinstraße 3. Meckenheim 4. Niederkirchen bei Deidesheim 5. Ruppertsberg - 2. Freinsheim 1. Bobenheim am Berg 2. Dackenheim 3. Erpolzheim 4. Freinsheim1, 2 5. Herxheim am Berg 6. Kallstadt 7. Weisenheim am Berg 8. Weisenheim am Sand | - 3. Grünstadt-Land [seat: Grünstadt] 1. Battenberg 2. Bissersheim 3. Bockenheim an der Weinstraße 4. Dirmstein 5. Ebertsheim 6. Gerolsheim 7. Großkarlbach 8. Kindenheim 9. Kirchheim an der Weinstraße 10. Kleinkarlbach 11. Laumersheim 12. Mertesheim 13. Neuleiningen 14. Obersülzen 15. Obrigheim 16. Quirnheim | - 4. Hettenleidelheim 1. Altleiningen 2. Carlsberg 3. Hettenleidelheim1 4. Tiefenthal 5. Wattenheim - 5. Lambrecht 1. Elmstein 2. Esthal 3. Frankeneck 4. Lambrecht1, 2 5. Lindenberg 6. Neidenfels 7. Weidenthal - 6. Wachenheim 1. Ellerstadt 2. Friedelsheim 3. Gönnheim 4. Wachenheim1, 2 |
| 1thủ phủ của Verbandsgemeinde; 2town | | |